# Turbomeca
Turbomeca je francoski načrtovalec in proizvajalec turbogrednih motorjev za helikopterje. Podjetje proizvaja tudi plinske turbine za različne aplikacije.  Turbomeca je zasnovala tudi nekaj tubroreaktivnih in turboventilatorskih motorjev. Septembra 2001 je SNECMA Group prevzela Turbomeco.
Turbomeca sta ustanovila Joseph Szydlowski in André Planiol 29. avgusta 1938.
Turbomeca proizvaja motorje za helikopterje podjetij Airbus Helicopters, AgustaWestland, Sikorsky, NHI, Kamov, HAL.

## Motorji

### Turbopropelerski/turbogrednimotorji
Večina motorjev je poimenovana po gorah v Pirenejih
- Turbomeca Ardiden
- Turbomeca Arrano
- Turbomeca Arriel
- Turbomeca Arrius
- Turbomeca Artouste
- Turbomeca Astazou
- Turbomeca Bastan
- Turbomeca Makila
- Turbomeca TM 333
- Turbomeca Turmo

### Turboreaktivni motorji
- Marboré
- Palas
- Palouste

### Turboventilatorski motorji
- Astafan

### Skupni projekti
- Ardiden/Shakti - sodelovanje s HAL
- MTR390 - sodelovanje s MTU Aero Engines in Rolls-Royce
- RTM 322 - sodelovanje s Rolls-Royce
- Adour - sodelovanje s with Rolls-Royce

### Motorju podružnice Microturboy
- Microturbo SG 18
- Microturbo TRS 18
- Microturbo TRI 40
- Microturbo TRI 60
- Microturbo TRI 80
- Microturbo Cougar
- Microturbo Eclair
- Microturbo Lynx